# Storia della biotecnologia

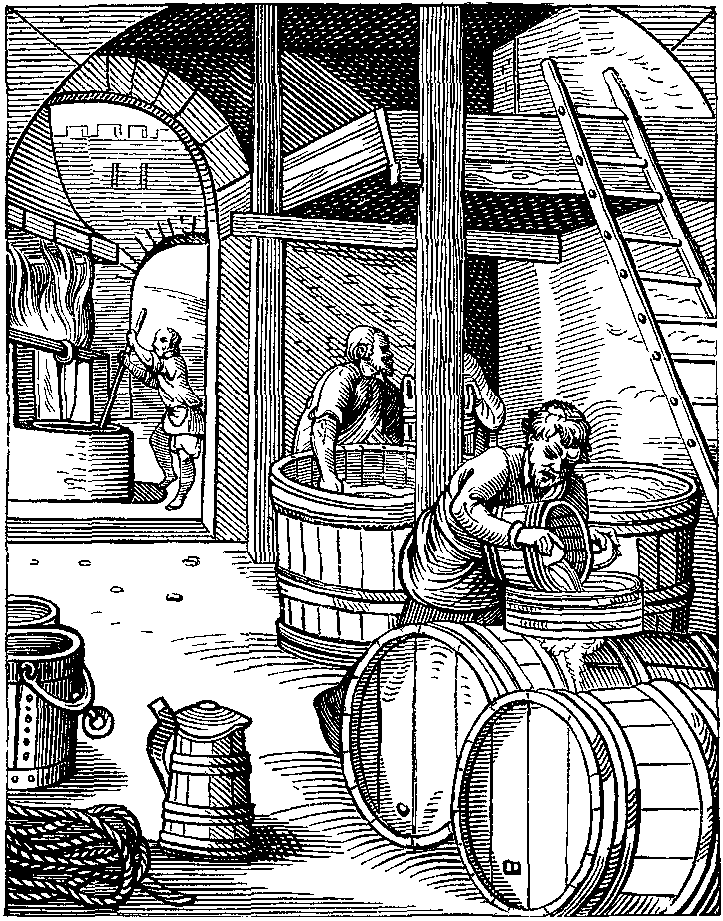
La produzione della birra è stato uno dei primi esempi di biotecnologia

La biotecnologia è l'applicazione di principi scientifici e ingegneristici all'elaborazione di materiali mediante agenti biologici per fornire beni e servizi. Fin dai suoi albori, l'umanità ha prodotto e consumato alimenti ottenuti attraverso processi che coinvolgono microrganismi, organismi viventi microscopici che operano sotto il controllo umano, attivando reazioni chimiche tramite enzimi specifici. Molte delle tecniche biotecnologiche si fondano sul potere trasformante degli enzimi, che giocano un ruolo centrale come molecole chiave in questi processi. Per tale ragione, la biotecnologia ha mantenuto uno stretto rapporto con la società. Sebbene oggi sia più spesso associata allo sviluppo di farmaci, storicamente la biotecnologia è stata principalmente associata al cibo, affrontando problemi quali la malnutrizione e la carestia. La storia della biotecnologia inizia con la zimotecnologia, che ha iniziato concentrandosi sulle tecniche di produzione della birra. Tuttavia, durante la prima guerra mondiale, la zimotecnologia si sarebbe estesa per affrontare problemi industriali più ampi e il potenziale della fermentazione industriale avrebbe dato origine alla biotecnologia. Tuttavia, sia il progetto sulle proteine monocellulari che quello sul gasolio non hanno avuto successo a causa di vari problemi, tra cui la resistenza dell'opinione pubblica, un mutamento della situazione economica e cambiamenti nel potere politico.
Tuttavia, la nascita di una nuova disciplina, l'ingegneria genetica, avrebbe in tempi brevi posto la biotecnologia al centro del dibattito pubblico sulla scienza, instaurando così uno stretto rapporto tra la comunità scientifica, i cittadini e il governo. Questi dibattiti divennero noti nel 1975 alla Conferenza di Asilomar, dove Joshua Lederberg fu il più esplicito sostenitore di questo campo emergente della biotecnologia. Già nel 1978, con lo sviluppo dell'insulina umana sintetica, le affermazioni di Lederberg si rivelarono valide e l'industria biotecnologica crebbe rapidamente. Ogni nuovo progresso scientifico diventava un evento mediatico concepito per catturare il sostegno del pubblico e, negli anni '80, la biotecnologia si trasformò in un'industria reale e promettente. Nel 1988, solo cinque proteine derivate da cellule geneticamente modificate erano state approvate come farmaci dalla Food and Drug Administration (FDA) degli Stati Uniti, ma questo numero sarebbe salito alle stelle, superando le 125 entro la fine degli anni Novanta.
Il campo dell'ingegneria genetica rimane un argomento di acceso dibattito nella società odierna, soprattutto nelle ultime due decadi con l'avvento della terapia genica, della ricerca sulle cellule staminali, della clonazione e degli alimenti geneticamente modificati . Sebbene oggigiorno sembri naturale associare i farmaci alle soluzioni dei problemi sanitari e sociali, in realtà questa correlazione tra biotecnologia e bisogni sociali ha avuto inizio molti a secoli fa.

## Origini della biotecnologia
La biotecnologia nasce dal campo della zimotecnologia o zimurgia (ossia la scienza che studia i processi fermentativi) che iniziò con la ricerca di una migliore comprensione della fermentazione industriale, in particolare della birra. La birra era un bene industriale importante, non solo sociale. Nella Germania di fine Ottocento, la produzione della birra contribuiva al prodotto nazionale lordo tanto quanto l’acciaio, e le tasse sull’alcol si rivelarono fonti significative di entrate per il governo. Negli anni '60 dell'Ottocento, istituti e società di consulenza redditizie si dedicarono alla tecnologia della produzione della birra. Il più famoso fu il Carlsberg Institute, un istituto privato fondato nel 1875, presso il quale lavorò Emil Christian Hansen, pioniere del processo con lievito puro per la produzione affidabile di birra uniforme. Meno note erano le società di consulenza private che fornivano consulenza all'industria della birra. Uno di questi, lo Zymotechnic Institute, fu fondato a Chicago dal chimico di origine tedesca John Ewald Siebel.
Il periodo di massimo splendore e di espansione della zimotecnologia si verificò durante la prima guerra mondiale, in risposta alle esigenze industriali di supporto alla guerra. Durante la guerra, Max Delbrück coltivò il lievito su vasta scala per soddisfare il 60 percento del fabbisogno di mangimi per animali della Germania. I composti di un altro prodotto della fermentazione, l'acido lattico, compensavano la mancanza del fluido idraulico, il glicerolo . Da parte degli Alleati, il chimico russo Chaim Weizmann utilizzò l'amido per eliminare la carenza di acetone in Gran Bretagna, una materia prima fondamentale per la cordite, fermentando il mais in acetone. Il potenziale industriale della fermentazione stava diventando troppo grande per la sua tradizionale applicazione nella produzione della birra e la "zimotecnologia" presto lasciò il posto alla "biotecnologia".
Con la crescente scarsità di cibo e l'esaurimento delle risorse, alcuni sognarono una nuova soluzione industriale. L'ungherese Károly Ereky coniò il termine "biotecnologia" in Ungheria nel 1919 per descrivere una tecnologia basata sulla conversione di materie prime in un prodotto più utile. Costruì un mattatoio per mille maiali e anche un allevamento di maiali con spazio per 50.000 maiali, allevandone oltre 100.000 all'anno. L'impresa era enorme e divenne una delle più grandi e redditizie al mondo nel settore della lavorazione di carne e grassi. In un libro intitolato Biotechnologie, Ereky sviluppò ulteriormente un tema che sarebbe stato riproposto per tutto il XX secolo: la biotecnologia potrebbe fornire soluzioni alle crisi sociali, come la carenza di cibo ed energia. Per Ereky, il termine "biotecnologia" indicava il processo mediante il quale le materie prime potevano essere trasformate biologicamente in prodotti socialmente utili.
Questo termine si diffuse rapidamente dopo la prima guerra mondiale, quando il termine "biotecnologia" entrò nei dizionari tedeschi e fu adottato all'estero da società di consulenza private affamate di affari, fino agli Stati Uniti. A Chicago, ad esempio, l'avvento del proibizionismo alla fine della prima guerra mondiale spinse le industrie biologiche a creare opportunità per nuovi prodotti di fermentazione, in particolare un mercato per le bevande analcoliche. Emil Siebel, figlio del fondatore dello Zymotechnic Institute, si separò dall'azienda del padre per fondarne una propria, chiamata "Bureau of Biotechnology", che offriva specificatamente competenze in bevande analcoliche fermentate.
La convinzione che le esigenze di una società industriale potessero essere soddisfatte attraverso la fermentazione dei rifiuti agricoli era un ingrediente importante del "movimento chemurgico". I processi basati sulla fermentazione generavano prodotti di utilità sempre crescente. Negli anni '40, la penicillina fu la più drammatica. Sebbene sia stato scoperto in Inghilterra, è stato prodotto industrialmente negli Stati Uniti utilizzando un processo di fermentazione profonda originariamente sviluppato a Peoria, Illinois. Gli enormi profitti e le aspettative del pubblico generate dalla penicillina determinarono un radicale cambiamento nella posizione dell'industria farmaceutica. I medici usavano l'espressione "farmaco miracoloso" e lo storico del suo uso in tempo di guerra, David Adams, ha suggerito che per il pubblico la penicillina rappresentava la salute perfetta che andava di pari passo con l'automobile e la casa da sogno della pubblicità americana in tempo di guerra. A partire dagli anni '50, la tecnologia della fermentazione è diventata sufficientemente avanzata da produrre steroidi su scale industriali significative. Di particolare importanza è stata la migliorata semisintesi del cortisone che ha semplificato la vecchia sintesi da 31 passaggi a 11 passaggi. Si stima che questo progresso ridurrà il costo del farmaco del 70%, rendendolo poco costoso e disponibile. Oggi la biotecnologia svolge ancora un ruolo centrale nella produzione di questi composti e probabilmente continuerà a svolgerlo anche negli anni a venire.

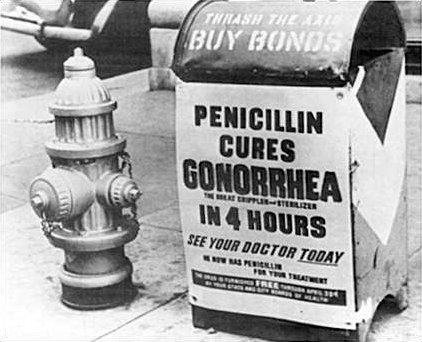
La penicillina era considerata un farmaco miracoloso che generava enormi profitti e aspettative da parte del pubblico.

## Progetti di proteine monocellulari e gasolio
Aspettative ancora maggiori nei confronti della biotecnologia sorsero negli anni '60 grazie a un processo che consentiva la crescita di proteine monocellulari. Quando il cosiddetto divario proteico minacciava la fame nel mondo, produrre cibo localmente coltivandolo a partire dagli scarti sembrava una soluzione. Fu la possibilità di coltivare microrganismi sul petrolio a catturare l’immaginazione di scienziati, politici e commercianti. Grandi aziende come la British Petroleum (BP) hanno puntato il loro futuro su questo. Nel 1962, la BP costruì un impianto pilota a Cap de Lavera nel sud della Francia per pubblicizzare il suo prodotto, Toprina. Il lavoro di ricerca iniziale a Lavera fu svolto da Alfred Champagnat, Nel 1963, iniziò la costruzione del secondo impianto pilota della BP presso la raffineria di petrolio di Grangemouth in Gran Bretagna.
Poiché non esisteva un termine ben accettato per descrivere i nuovi alimenti, nel 1966 al MIT fu coniato il termine " proteina monocellulare " (SCP) per fornire un nuovo titolo accettabile ed entusiasmante, evitando le spiacevoli connotazioni di microbico o batterico.
L'idea del "cibo dal petrolio" divenne molto popolare negli anni '70, quando in diversi paesi vennero costruiti impianti per la coltivazione di lieviti alimentati con n- paraffine . I sovietici furono particolarmente entusiasti, aprendo grandi impianti "BVK" ( belkovo-vitaminny kontsentrat, cioè "concentrato di proteine e vitamine") accanto alle loro raffinerie di petrolio a Kstovo (1973) e Kirishi (1974). 
Verso la fine degli anni '70, tuttavia, il clima culturale era completamente cambiato, poiché la crescita dell'interesse per l'SCP aveva avuto luogo in un contesto economico e culturale in continua evoluzione (136). Innanzitutto, nel 1974 il prezzo del petrolio aumentò in modo catastrofico, tanto che il costo al barile era cinque volte superiore a quello di due anni prima. In secondo luogo, nonostante la fame persistesse in tutto il mondo, la domanda prevista iniziò a spostarsi dagli esseri umani agli animali. Il programma era partito con l'idea di coltivare cibo per le popolazioni del Terzo Mondo, ma il prodotto è stato invece lanciato come alimento per animali destinato ai paesi sviluppati. La rapida crescita della domanda di mangimi per animali ha reso quel mercato economicamente più attraente. La caduta definitiva del progetto SCP, tuttavia, venne dalla resistenza pubblica.
Ciò è stato particolarmente sentito in Giappone, dove la produzione è stata più vicina alla conclusione. Nonostante il loro entusiasmo per l'innovazione e il tradizionale interesse per gli alimenti prodotti microbiologicamente, i giapponesi furono i primi a vietare la produzione di proteine monocellulari. I giapponesi alla fine non riuscirono a separare l'idea dei loro nuovi alimenti "naturali" dalla connotazione tutt'altro che naturale del petrolio. Queste argomentazioni vennero avanzate in un contesto di sospetto nei confronti dell'industria pesante, in cui si esprimeva preoccupazione per le minime tracce di petrolio . Pertanto, la resistenza pubblica verso un prodotto innaturale portò alla fine del progetto SCP, concepito come tentativo di risolvere il problema della fame nel mondo.
Inoltre, nel 1989, in URSS, le preoccupazioni ambientali dell'opinione pubblica spinsero il governo a decidere di chiudere (o convertire a tecnologie diverse) tutti gli 8 impianti per la produzione di lievito alimentato a paraffina che il Ministero dell'industria microbiologica sovietico possedeva a quel tempo. 
Verso la fine degli anni '70, la biotecnologia offrì un'altra possibile soluzione alla crisi sociale. L'aumento del prezzo del petrolio nel 1974 fece aumentare di dieci volte il costo dell'energia nel mondo occidentale. In risposta, il governo degli Stati Uniti ha promosso la produzione di gasohol, benzina con aggiunta di alcol al 10 percento, come risposta alla crisi energetica. Nel 1979, quando l'Unione Sovietica inviò truppe in Afghanistan, l'amministrazione Carter interruppe le forniture di prodotti agricoli per rappresaglia, creando un surplus agricolo negli Stati Uniti. Di conseguenza, la fermentazione delle eccedenze agricole per sintetizzare carburante sembrò essere una soluzione economica alla carenza di petrolio minacciata dalla guerra Iran-Iraq . Prima che la nuova direzione potesse essere intrapresa, tuttavia, il vento politico cambiò di nuovo: l'amministrazione Reagan salì al potere nel gennaio 1981 e, con il calo dei prezzi del petrolio degli anni '80, pose fine al sostegno all'industria del gasolio prima che nascesse.
La biotecnologia sembrava essere la soluzione ai principali problemi sociali, tra cui la fame nel mondo e le crisi energetiche. Negli anni '60, per porre fine alla carestia nel mondo, erano necessarie misure radicali e la biotecnologia sembrava fornire una risposta. Tuttavia, le soluzioni si rivelarono troppo costose e socialmente inaccettabili e l'idea di risolvere il problema della fame nel mondo attraverso il cibo SCP fu scartata. Negli anni '70, alla crisi alimentare seguì la crisi energetica e anche in questo caso la biotecnologia sembrò fornire una risposta. Ma ancora una volta i costi si rivelarono proibitivi quando i prezzi del petrolio crollarono negli anni '80. Pertanto, nella pratica, le implicazioni della biotecnologia non sono state pienamente realizzate in queste situazioni. Ma le cose sarebbero presto cambiate con l'avvento dell'ingegneria genetica.

## Ingegneria genetica
Le origini della biotecnologia culminarono con la nascita dell'ingegneria genetica . Ci sono stati due eventi chiave che sono considerati delle innovazioni scientifiche, che hanno dato inizio all'era che avrebbe unito la genetica alla biotecnologia. Una fu la scoperta della struttura del DNA nel 1953, da parte di Watson e Crick, e l'altra fu la scoperta nel 1973 da parte di Cohen e Boyer di una tecnica di DNA ricombinante mediante la quale una sezione di DNA veniva tagliata dal plasmide di un batterio E. coli e trasferita nel DNA di un altro. Questo approccio potrebbe, in linea di principio, consentire ai batteri di adottare i geni e di produrre proteine di altri organismi, compresi gli esseri umani. Comunemente chiamata "ingegneria genetica", è stata definita la base della nuova biotecnologia.
L'ingegneria genetica si è rivelata un argomento che ha spinto la biotecnologia sulla scena pubblica e l'interazione tra scienziati, politici e cittadini ha definito il lavoro svolto in questo ambito. Gli sviluppi tecnici di quel periodo furono rivoluzionari e a tratti spaventosi. Nel dicembre 1967, il primo trapianto di cuore effettuato da Christiaan Barnard ricordò all'opinione pubblica che l'identità fisica di una persona stava diventando sempre più problematica. Mentre l'immaginazione poetica aveva sempre visto il cuore al centro dell'anima, ora c'era la prospettiva che gli individui fossero definiti dal cuore degli altri. Nello stesso mese, Arthur Kornberg annunciò di essere riuscito a replicare biochimicamente un gene virale. "La vita era stata sintetizzata", ha detto il capo del National Institutes of Health. L'ingegneria genetica era ormai all'ordine del giorno della scienza, poiché stava diventando possibile identificare caratteristiche genetiche in malattie come la beta talassemia e l'anemia falciforme.
Le reazioni alle conquiste scientifiche erano caratterizzate dallo scetticismo culturale. Gli scienziati e le loro competenze erano guardati con sospetto. Nel 1968, il giornalista britannico Gordon Rattray Taylor scrisse un'opera di enorme successo, The Biological Time Bomb . Nella prefazione, l'autore vedeva la scoperta di Kornberg della replicazione di un gene virale come una via per arrivare a batteri mortali e apocalittici. La presentazione dell'editore per il libro avvisava che entro dieci anni, "Potresti sposare un uomo o una donna semi-artificiali... scegliere il sesso dei tuoi figli... ignorare il dolore... cambiare i tuoi ricordi... e vivere fino a 150 anni se la rivoluzione scientifica non ci distrugge prima". Il libro si concludeva con un capitolo intitolato "Il futuro, se esiste". Mentre è raro che la scienza attuale venga rappresentata nei film, in questo periodo di " Star Trek ", la fantascienza e la scienza reale sembravano convergere. " Clonazione " è diventata una parola popolare nei media. Woody Allen satireggiò la clonazione di una persona dal naso nel suo film del 1973 Sleeper, e la clonazione di Adolf Hitler dalle cellule sopravvissute fu il tema del romanzo del 1976 di Ira Levin, The Boys from Brazil.
In risposta a queste preoccupazioni pubbliche, scienziati, industria e governi hanno sempre più associato il potere del DNA ricombinante alle funzioni estremamente pratiche promesse dalla biotecnologia. Una delle principali figure scientifiche che hanno tentato di mettere in luce gli aspetti promettenti dell'ingegneria genetica è stato Joshua Lederberg, professore a Stanford e premio Nobel . Mentre negli anni '60 "ingegneria genetica" descriveva l'eugenetica e il lavoro che implicava la manipolazione del genoma umano, Lederberg sottolineava invece la ricerca che avrebbe coinvolto i microbi. Lederberg ha sottolineato l'importanza di concentrarsi sulla cura delle persone viventi. L'articolo di Lederberg del 1963, "Il futuro biologico dell'uomo" suggeriva che, mentre la biologia molecolare potrebbe un giorno rendere possibile cambiare il genotipo umano, "ciò che abbiamo trascurato è l'eufenica, l'ingegneria dello sviluppo umano". Lederberg ha costruito la parola "eufenica" per enfatizzare il cambiamento del fenotipo dopo il concepimento piuttosto che il genotipo che avrebbe influenzato le generazioni future.
Con la scoperta del DNA ricombinante da parte di Cohen e Boyer nel 1973, nacque l'idea che l'ingegneria genetica avrebbe avuto importanti conseguenze sull'uomo e sulla società. Nel luglio 1974, un gruppo di eminenti biologi molecolari guidati da Paul Berg scrissero a Science suggerendo che le conseguenze di questo lavoro erano così potenzialmente distruttive che si sarebbe dovuto fare una pausa finché non si fossero ponderate le sue implicazioni. Questa proposta venne presa in esame durante un incontro tenutosi nel febbraio del 1975 nella penisola di Monterey in California, un luogo immortalato per sempre: Asilomar . Il suo risultato storico fu una richiesta senza precedenti di interrompere la ricerca finché non fosse stata regolamentata in modo tale da non creare ansia al pubblico, e portò a una moratoria di 16 mesi finché non fossero state stabilite le linee guida dei National Institutes of Health (NIH).
Joshua Lederberg è stata la principale eccezione nel sottolineare, come aveva fatto per anni, i potenziali benefici. Ad Asilomar, in un clima favorevole al controllo e alla regolamentazione, fece circolare un documento in cui contrapponeva il pessimismo e i timori di abusi ai benefici conferiti da un uso efficace. Descrisse "una prima possibilità per una tecnologia di incalcolabile importanza per la medicina diagnostica e terapeutica: la pronta produzione di una varietà illimitata di proteine umane. Applicazioni analoghe possono essere previste nel processo di fermentazione per la produzione a basso costo di nutrienti essenziali e nel miglioramento dei microbi per la produzione di antibiotici e di speciali prodotti chimici industriali". Nel giugno 1976, la moratoria di 16 mesi sulla ricerca scadde con la pubblicazione da parte del Comitato consultivo del direttore (DAC) delle linee guida di buona pratica dell'NIH. Definirono i rischi di certi tipi di esperimenti e le condizioni fisiche appropriate per il loro svolgimento, nonché un elenco di cose che erano troppo pericolose da eseguire. Inoltre, gli organismi modificati non potevano essere testati al di fuori dei confini di un laboratorio o essere ammessi nell’ambiente.

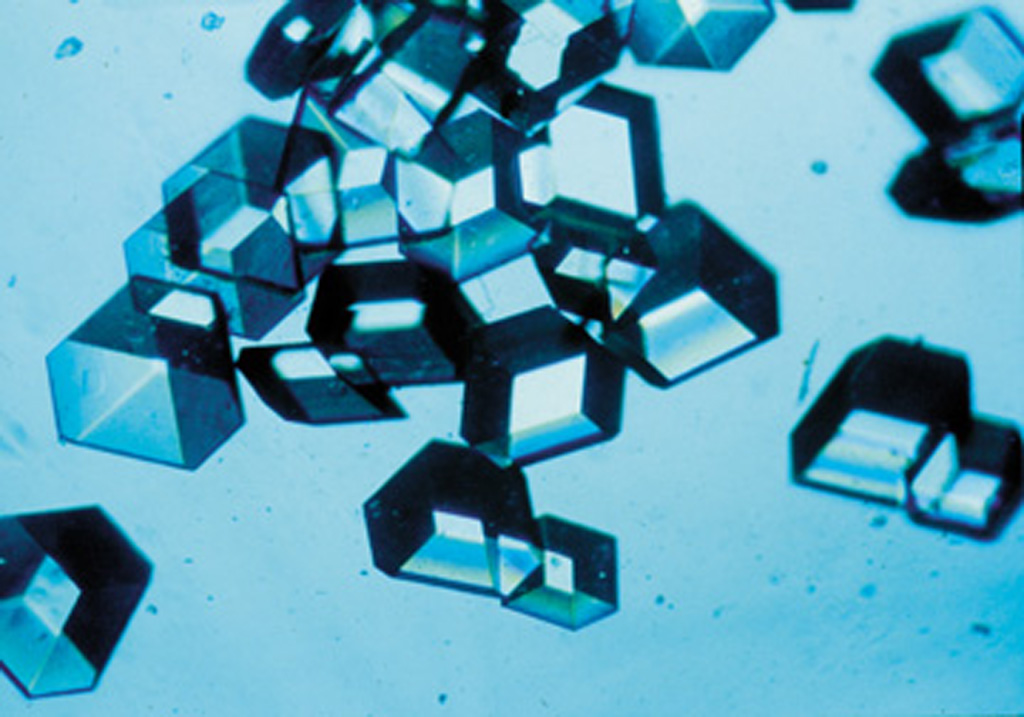
Cristalli di insulina sintetica sintetizzati utilizzando la tecnologia del DNA ricombinante

Nonostante Lederberg fosse un personaggio atipico ad Asilomar, la sua visione ottimistica dell'ingegneria genetica avrebbe presto portato allo sviluppo dell'industria biotecnologica. Nel corso dei due anni successivi, mentre cresceva la preoccupazione dell'opinione pubblica sui pericoli della ricerca sul DNA ricombinante, cresceva anche l'interesse per le sue applicazioni tecniche e pratiche. La cura delle malattie genetiche restava un argomento di fantascienza, ma sembrava che produrre proteine umane semplici potesse rivelarsi un buon affare. L'insulina, una delle proteine più piccole, meglio caratterizzate e comprese, è stata utilizzata per il trattamento del diabete di tipo 1 per mezzo secolo. Era stato estratto dagli animali in una forma chimicamente leggermente diversa dal prodotto umano. Tuttavia, se si potesse produrre insulina umana sintetica, si potrebbe soddisfare una domanda esistente con un prodotto la cui approvazione da parte degli enti regolatori sarebbe relativamente facile da ottenere. Nel periodo dal 1975 al 1977, l'insulina sintetica "umana" rappresentava le aspirazioni per i nuovi prodotti che potevano essere realizzati con le nuove biotecnologie. La produzione microbica di insulina umana sintetica fu finalmente annunciata nel settembre 1978 e fu realizzata da una società startup, Genentech. Sebbene l'azienda non abbia commercializzato direttamente il prodotto, ne ha invece concesso in licenza il metodo di produzione alla Eli Lilly and Company . Nel 1978 venne inoltre presentata la prima domanda di brevetto per un gene, il gene che produce l'ormone della crescita umano, da parte dell'Università della California, introducendo così il principio giuridico secondo cui i geni potevano essere brevettati. Da allora, il 20% dei più di 20.000-25.000 geni mappati nel DNA umano sono stati brevettati.
Il radicale cambiamento di significato del termine "ingegneria genetica", dall'enfasi sulle caratteristiche ereditarie delle persone alla produzione commerciale di proteine e farmaci terapeutici, è stato promosso da Joshua Lederberg. I suoi interessi generali, a partire dagli anni '60, erano stati stimolati dall'entusiasmo per la scienza e i suoi potenziali benefici in campo medico. Rispondendo alle richieste di una regolamentazione più severa, ha espresso una visione di potenziale utilità. Nonostante la convinzione che le nuove tecniche avrebbero comportato conseguenze indicibili e incontrollabili per l'umanità e l'ambiente, è emerso un crescente consenso sul valore economico del DNA ricombinante. 

## Tecnologia dei biosensori
Il MOSFET inventato presso i Bell Labs tra il 1955 e il 1960, Due anni dopo, LC Clark e C. Lyons inventarono il biosensore nel 1962. Successivamente sono stati sviluppati i MOSFET biosensori (BioFET) che sono stati ampiamente utilizzati per misurare parametri fisici, chimici, biologici e ambientali.
Il primo BioFET è stato il transistor a effetto di campo sensibile agli ioni (ISFET), inventato da Piet Bergveld per applicazioni elettrochimiche e biologiche nel 1970. il FET ad adsorbimento (ADFET) è stato brevettato da PF Cox nel 1974, e un MOSFET sensibile all'idrogeno è stato dimostrato da I. Lundstrom, MS Shivaraman, CS Svenson e L. Lundkvist nel 1975. L'ISFET è un tipo speciale di MOSFET con una porta a una certa distanza, e dove la porta metallica è sostituita da una membrana sensibile agli ioni, una soluzione elettrolitica e un elettrodo di riferimento. L'ISFET è ampiamente utilizzato nelle applicazioni biomediche, come il rilevamento dell'ibridazione del DNA, il rilevamento di biomarcatori dal sangue, il rilevamento di anticorpi, la misurazione del glucosio, il rilevamento del pH e la tecnologia genetica .
Verso la metà degli anni '80, erano stati sviluppati altri BioFET, tra cui il sensore di gas FET (GASFET), il sensore di pressione FET (PRESSFET), il transistor a effetto di campo chimico (ChemFET), l'ISFET di riferimento (REFET), il FET modificato tramite enzimi (ENFET) e il FET modificato immunologicamente (IMFET). All'inizio degli anni 2000, sono stati sviluppati BioFET come il transistor a effetto di campo del DNA (DNAFET), il FET modificato geneticamente (GenFET) e il BioFET a potenziale cellulare (CPFET).

## Biotecnologia e industria

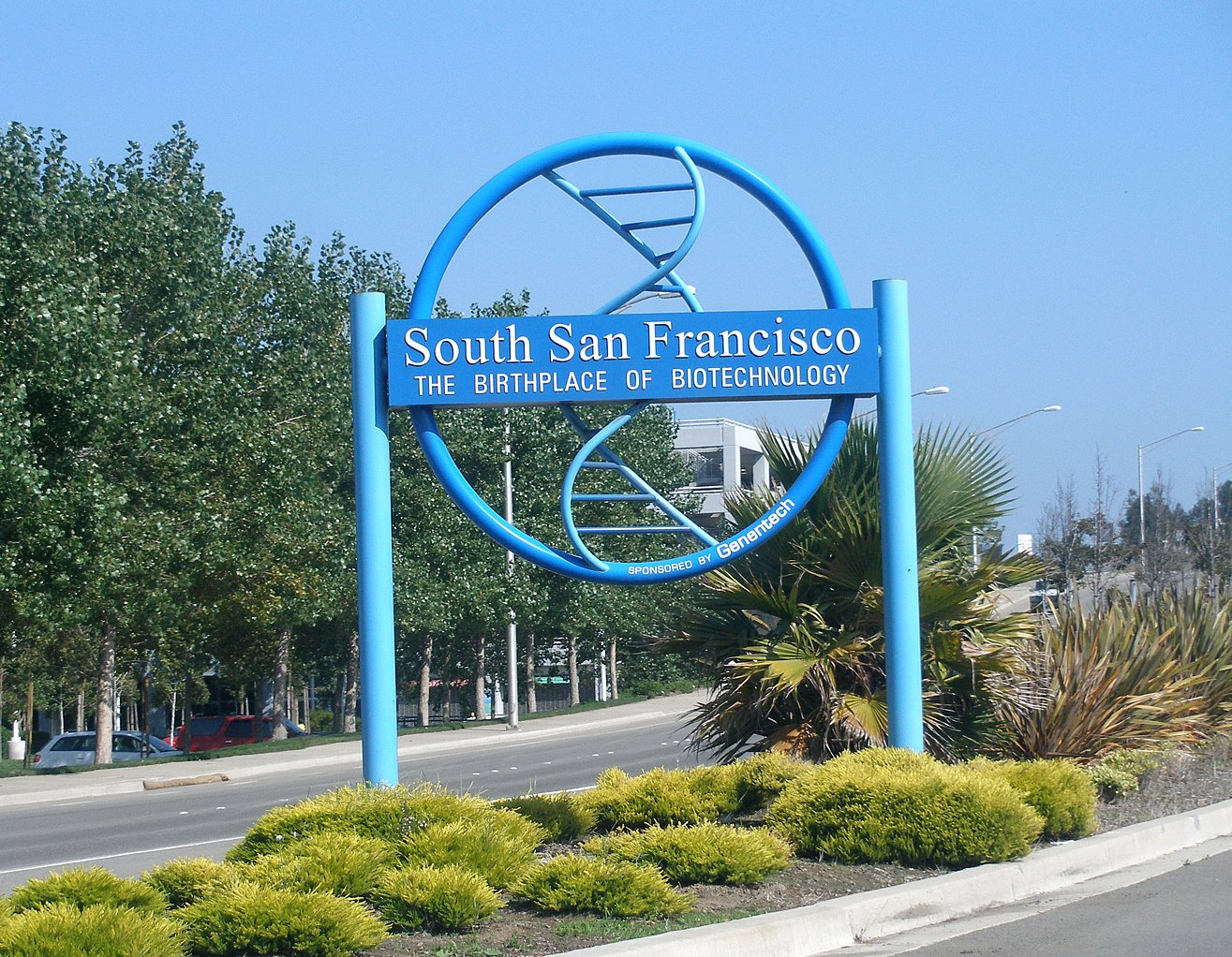
Un cartello sponsorizzato da Genentech che dichiara che South San Francisco è "La culla della biotecnologia".

Con radici nella microbiologia industriale che risalgono a secoli fa, la nuova industria biotecnologica ha conosciuto una rapida crescita a partire dalla metà degli anni '70. Ogni nuovo progresso scientifico diventa un evento mediatico progettato per catturare la fiducia degli investimenti e il sostegno pubblico. Sebbene le aspettative del mercato e i benefici sociali dei nuovi prodotti fossero spesso sopravvalutati, molti erano disposti a considerare l'ingegneria genetica come il prossimo grande progresso tecnologico. Negli anni '80, la biotecnologia costituiva un vero e proprio settore industriale emergente, fornendo titoli a organizzazioni commerciali emergenti come la Biotechnology Industry Organization (BIO).
Dopo l'insulina, l'attenzione si è concentrata sui potenziali profitti dell'industria farmaceutica: l'ormone della crescita umano e quello che prometteva di essere una cura miracolosa per le malattie virali, l'interferone. Il cancro era un obiettivo centrale negli anni '70, perché sempre più spesso la malattia era legata ai virus. Nel 1980, una nuova azienda, Biogen, aveva prodotto l'interferone attraverso il DNA ricombinante. La comparsa dell'interferone e la possibilità di curare il cancro fecero aumentare i fondi della comunità per la ricerca e accrebbero l'entusiasmo di una società altrimenti incerta e titubante. Inoltre, al problema del cancro degli anni '70 si aggiunse negli anni '80 l'AIDS, che offriva un enorme mercato potenziale per una terapia di successo e, più immediatamente, un mercato per i test diagnostici basati su anticorpi monoclonali. Nel 1988, solo cinque proteine ottenute da cellule geneticamente modificate erano state approvate come farmaci dalla Food and Drug Administration (FDA) degli Stati Uniti: l'insulina sintetica, l'ormone della crescita umano, il vaccino contro l'epatite B, l'interferone alfa e l'attivatore del plasminogeno tissutale (TPa), per la lisi dei coaguli di sangue. Entro la fine degli anni '90, tuttavia, sarebbero stati approvati altri 125 farmaci geneticamente modificati.
La Grande Recessione ha portato a diversi cambiamenti nel modo in cui il settore biotecnologico è stato finanziato e organizzato. In primo luogo, ha portato a un calo degli investimenti finanziari complessivi nel settore, a livello globale; e in secondo luogo, in alcuni paesi come il Regno Unito ha portato a un passaggio da strategie aziendali focalizzate sulla realizzazione di un’offerta pubblica iniziale (IPO) alla ricerca di una vendita commerciale . Entro il 2011, gli investimenti finanziari nel settore biotecnologico hanno ripreso a migliorare e nel 2014 la capitalizzazione di mercato globale ha raggiunto 1 trilione di dollari.
L'ingegneria genetica raggiunse anche il fronte agricolo. Si sono verificati enormi progressi dall'introduzione sul mercato del pomodoro geneticamente modificato Flavr Savr nel 1994. Ernst and Young ha riferito che nel 1998 si prevedeva che il 30% del raccolto di soia degli Stati Uniti sarebbe derivato da semi geneticamente modificati. Nel 1998, si prevedeva che circa il 30% dei raccolti di cotone e mais degli Stati Uniti sarebbero stati prodotti tramite ingegneria genetica .
L'ingegneria genetica in biotecnologia ha alimentato le speranze sia per le proteine terapeutiche, sia per i farmaci e gli stessi organismi biologici, come semi, pesticidi, lieviti ingegnerizzati e cellule umane modificate per la cura delle malattie genetiche. Dal punto di vista dei suoi promotori commerciali, le scoperte scientifiche, l'impegno industriale e il sostegno ufficiale stavano finalmente prendendo forma e la biotecnologia stava diventando una parte normale del business. I sostenitori del significato economico e tecnologico della biotecnologia non erano più gli iconoclasti. Il loro messaggio era stato finalmente accettato e incorporato nelle politiche dei governi e dell'industria.

## Tendenze globali
Secondo Burrill and Company, una banca d'investimento del settore, sono stati investiti oltre 350 miliardi di dollari nella biotecnologia dall'avvento del settore e i ricavi globali sono aumentati da 23 miliardi di dollari nel 2000 a oltre 50 miliardi di dollari nel 2005. La crescita maggiore si è verificata in America Latina, ma tutte le regioni del mondo hanno mostrato forti trend di crescita. Entro il 2007 e nel 2008, tuttavia, si è verificata una flessione nelle fortune della biotecnologia, almeno nel Regno Unito, come risultato del calo degli investimenti di fronte al fallimento delle pipeline biotecnologiche nel fornire risultati e di un conseguente calo del ritorno sugli investimenti.